# 마리나 카렐라
마리나 카렐라(그리스어: Μαρίνα Καρέλλα, 1940년 7월 17일 ~ )는 그리스의 예술가이며 그리스와 덴마크의 왕자 미하일의 부인이다.